# Reichswald
Ein Reichswald (in der älteren Literatur oft auch Reichsforst genannt) war im Heiligen Römischen Reich ein Waldgebiet, das zum Reichsgut gehörte, also dem Königsgut der römisch-deutschen Wahlkönige, ohne Bestandteil eines Fürstentums, eines Herzogtums oder einer Grafschaft zu sein. Das Hausgut einer erloschenen Dynastie wurde, insbesondere seit Konrad II., dem ersten Salier, der auf die Ottonen folgte, als Reichsgut der nachfolgenden Könige betrachtet.

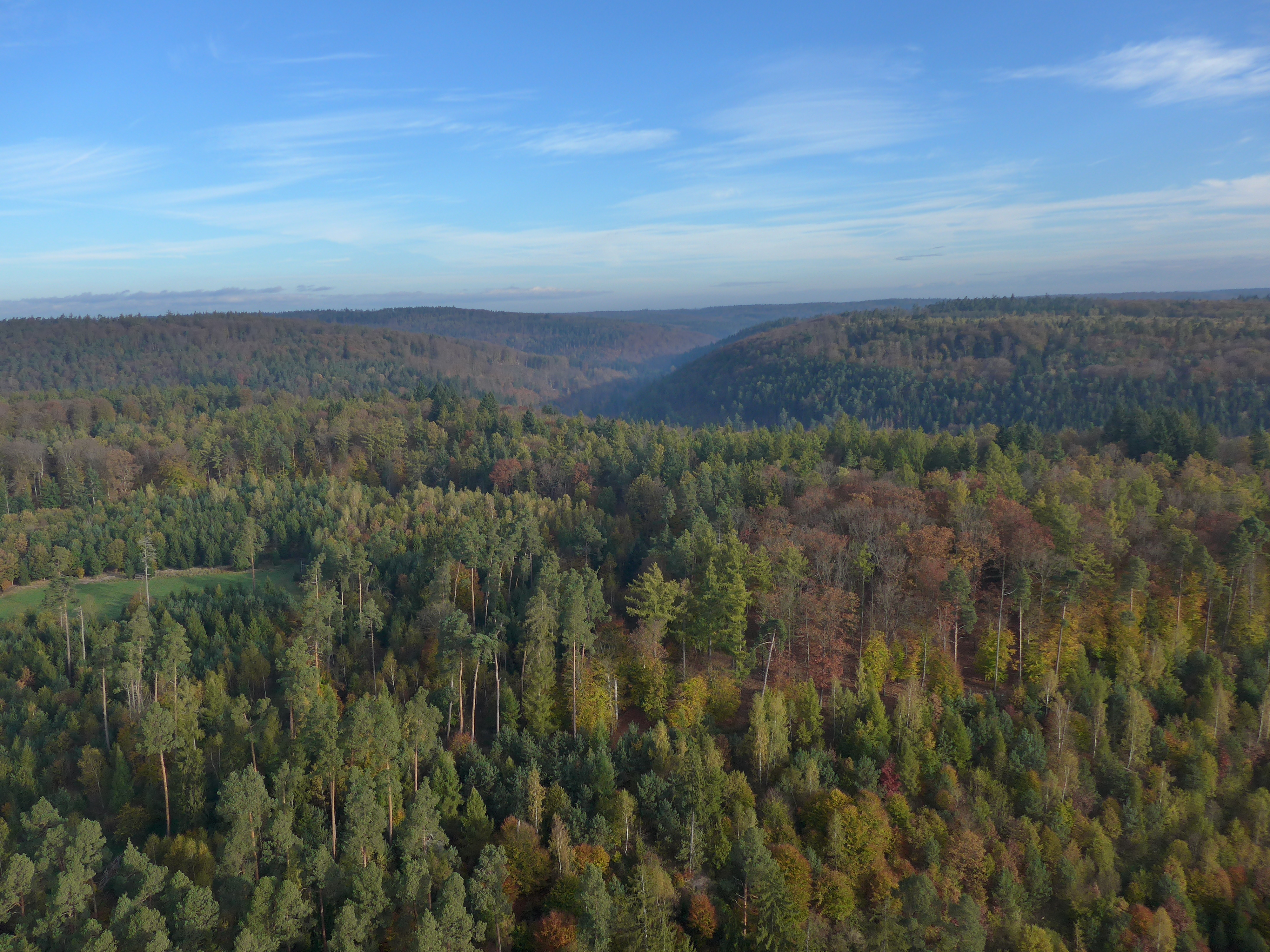
Reichswald Schönbuch

Als Bannforsten waren die Reichswälder der Nutzung durch das Reichsoberhaupt und seine Verwalter vorbehalten. Oft lagen daher die Königspfalzen unweit der Reichswälder, so
- die Aachener Königspfalz in der Nähe von Eifel und Ardennen
- die Kaiserpfalz Goslar am Harz
- die Pfalz Nimwegen am Klever Reichswald
- die Kaiserpfalz Kaiserswerth am Kalkumer Reichswald
- die Kaiserpfalz Kaiserslautern am Pfälzer Reichswald
- die Kaiserpfalz Hagenau am Hagenauer Reichswald
- die Kaiserburg Nürnberg nahe dem Nürnberger Reichswald
- die Kaiserpfalz Gelnhausen am Büdinger Reichswald
- die Königspfalz Frankfurt unweit des Wildbanns Dreieich
- die Pfalz Seligenstadt gegenüber dem Bannforst Spessart.

Diese Nähe ermöglichte dem Hof die Jagd und erleichterte zugleich die Versorgung des zahlreichen Gefolges sowie der Besucher von Hoftagen. Wie die frühmittelalterlichen Pfalzen wurden im Hoch- und Spätmittelalter auch viele Reichsburgen von den deutschen Königen nahe den Reichswäldern errichtet und als temporäre Unterkunft genutzt. War der Hof abwesend, wurde der Wildbann (das exklusive Jagdrecht im Wildbannforst) von den Königen oft auch an Andere verpachtet; diese mussten dafür das Wildgeld entrichten.
Teilweise schon im Mittelalter, spätestens aber mit der Auflösung des Heiligen Römischen Reiches 1806 verloren diese Gebiete ihre Sonderstellung und wurden staatsrechtlich in die umgebenden Territorien eingegliedert. Zum Teil wird der Begriff Reichswald noch heute als Landschaftsbezeichnung verwendet.

## Bekannte Reichswälder
- Büdinger Wald, nur im Mittelalter ein Wald des Reiches, ein Zubehör der Reichsburg Gelnhausen, Kern des Wildbanns Büdinger Wald
- Reichswald Dreieich, die drei Eich, nur im Mittelalter ein Wald des Reiches, südlich von Frankfurt am Main gelegen, Kern des Wildbanns Dreieich, gelangte teilweise ca. 1500 an die Grafen von Ysenburg-Birstein, seit 1744 (Reichs-)Fürsten von Isenburg-Birstein, 1816[2] an das Großherzogtum Hessen
- Hagenauer Reichswald, ein älterer Name für den Heiligen Forst bei Hagenau im Oberelsass
- Hauptsmoorwald, östlich der Stadt Bamberg
- Kaufunger Wald, in Nordhessen bis Süd-Niedersachsen
- Klever Reichswald, ca. 5.100 ha großer Staatsforst in der Nähe der Stadt Kleve, Nordrhein-Westfalen
- Königsforst, 2519 ha Wald östlich von Köln, ursprünglich Krongut der Frankenkönige, seit dem 10. Jahrhundert im Besitz der Erzbischöfe von Köln, teilweise auch von Kölner Klöstern
- Nürnberger Reichswald, ca. 25.000 ha großer Bannwald in der Nähe der Stadt Nürnberg, Bayern
- Reichsforst (Fichtelgebirge), mit 26 km² Rest eines ursprünglich weit größeren Königsforstes
- Reichswald (Pfalz), Naturschutzgebiet bei Rodenbach (Westpfalz), Landkreis Kaiserslautern, Rheinland-Pfalz
- Reichswald Schönbuch, südwestlich von Stuttgart